# Moskovskij (Oblast' di Mosca)
Moskovskij (anche traslitterata come Moskovsky) è una cittadina della Russia europea centrale; fino al 1º giugno 2012 è stata compresa amministrativamente nel rajon Leninskij. Dopo tale data, è stata inclusa nel distretto di Novomoskovskij della città di Mosca, di cui è anche capoluogo.
Fondata nel 1968, ha ottenuto lo status di città nel 2004.

## Società

### Evoluzione demografica
Fonte: mojgorod.ru
- 2005: 15.400
- 2007: 15.500